# Pavel Trnka
Pavel Trnka (* 27. Juli 1976 in Plzeň, Tschechoslowakei) ist ein ehemaliger tschechischer Eishockeyspieler und heutiger -trainer, der seit 2016 zum Trainerstab des HC Vítkovice Steel aus der tschechischen Extraliga gehört. Zwischen 1997 und 2004 war er für die Mighty Ducks of Anaheim und Florida Panthers in der National Hockey League aktiv.

## Karriere
Pavel Trnka begann seine Karriere in seiner Heimat in der Tschechoslowakei bei HC Plzeň. Beim NHL Entry Draft 1994 wurde in der fünften Runde an 106. Position von den Mighty Ducks of Anaheim ausgewählt.
Von 1995 bis 1997 sammelte er im Farmteam der Ducks, den Baltimore Bandits, die ersten Erfahrungen im nordamerikanischen Eishockeysport. Er wurde im Jahr 1997 in die Mannschaft der Mighty Ducks berufen und erspielte sich sofort einen Stammplatz bei den Südkaliforniern als solider Verteidiger. Er spielte bis 2004 bei den Ducks, ehe er für Sandis Ozoliņš und Lance Ward zu den Florida Panthers transferiert wurde. Bei den Panthers absolvierte er in fast zwei Jahren 89 Partien in der NHL und verbuchte 19 Punkte.
Er verließ die NHL nach der Saison 2003/04 und kehrte nach Tschechien zurück. Dort unterschrieb er beim HC Plzeň, dem er schon von 1993 bis 1995 angehört hatte. Im Jahr 2007 wechselte er zu HC Vítkovice Steel. Dazwischen machte er noch zwei kurze Abstecher nach Schweden zu Leksands IF und den Malmö Redhawks. Im März 2012 erklärte der Tscheche seine aktive Laufbahn für beendet.
Anschließend begann er seine Trainerlaufbahn beim HC Vítkovice und betreute zunächst die U16-Junioren. Parallel dazu arbeitete er als Assistenztrainer der  tschechischen U20-Nationalmannschaft und nahm mit dieser an drei Junioren-Weltmeisterschaften teil. In der Saison 2015/16 übernahm er das Traineramt der U20-Junioren des HC Vítkovice, ehe er 2016 Assistenztrainer der Profimannschaft wurde. Diese Rolle hatte er bis Ende 2019 inne und kehrte anschließend zur U20-Mannschaft zurück. Ab 2020 betreute er erneut parallel die U20-Nationalmannschaft, ehe er im Oktober 2023 zum Cheftrainer der Profimannschaft von Vítkovice befördert wurde. Zur folgenden Saison wurde er abermals Co-Trainer des Profiteams. 

### International
Für sein Heimatland stand Trnka bei der U18-Junioren-Europameisterschaft 1994, der Junioren-Weltmeisterschaft 1995 und der Weltmeisterschaft 2003 auf dem Eis. Bei der U-20-Weltmeisterschaft 2014 war Trnka Assistenztrainer der tschechischen Juniorenauswahl, die den sechsten Platz belegte.

## Erfolge und Auszeichnungen
- 1994 Bronzemedaille bei der U18-Junioren-Europameisterschaft
- 2011 Tschechischer Vizemeister mit dem HC Vítkovice Steel